# Lestes unguiculatus
Lestes unguiculatus är en trollsländeart som beskrevs av Hagen 1861. Lestes unguiculatus ingår i släktet Lestes och familjen glansflicksländor. Inga underarter finns listade i Catalogue of Life.